# Hydraena camerofoveata
Hydraena camerofoveata (лат.) — вид жуков-водобродок рода Hydraena из подсемейства Hydraeninae. Название состоит из имени места обнаружения (Камерун) и слова foveata, обозначающего признак наличия глубоких ямок на переднеспинке.

## Распространение
Встречаются в Камеруне: C. S. Prov., 15 км NW Yaounde, Isali River около Nouma (Экваториальная Африка).

## Описание
Жуки-водобродки мелкого размера (менее 1,5 мм), удлинённой формы. Коричневато-чёрные. Отличается от других представителей рода в Камеруне сочетанием небольшого размера тела (1,24 мм), плотной крупнопунктированной спинной поверхности, глубоких переднелатеральных и заднелатеральных ямок, немного сходящихся, метавентральных бляшек нет или они очень маленькие и очень слабо обозначены менее плотным водоотталкивающим опушением, расположенным по бокам очень неглубокой срединной впадины, и строением эдеагуса. Габитус очень похож на габитус H. camerocrebrata, но у этого вида хорошо развиты метавентральные бляшки и другое строением эдеагуса. Взрослые жуки, предположительно, как и близкие виды, растительноядные, личинки плотоядные.

## Классификация
Вид был впервые описан в 2022 году американским энтомологом Philip Don Perkins (Department of Entomology, Museum of Comparative Zoology, Гарвардский университет, Кембридж, США) по типовым материалам из Камеруна, собранным им в 1983 году.